# Atacames
- Pel poble dels atacames o atacamenys de Xile i l'Argentina, vegeu atacamenys.

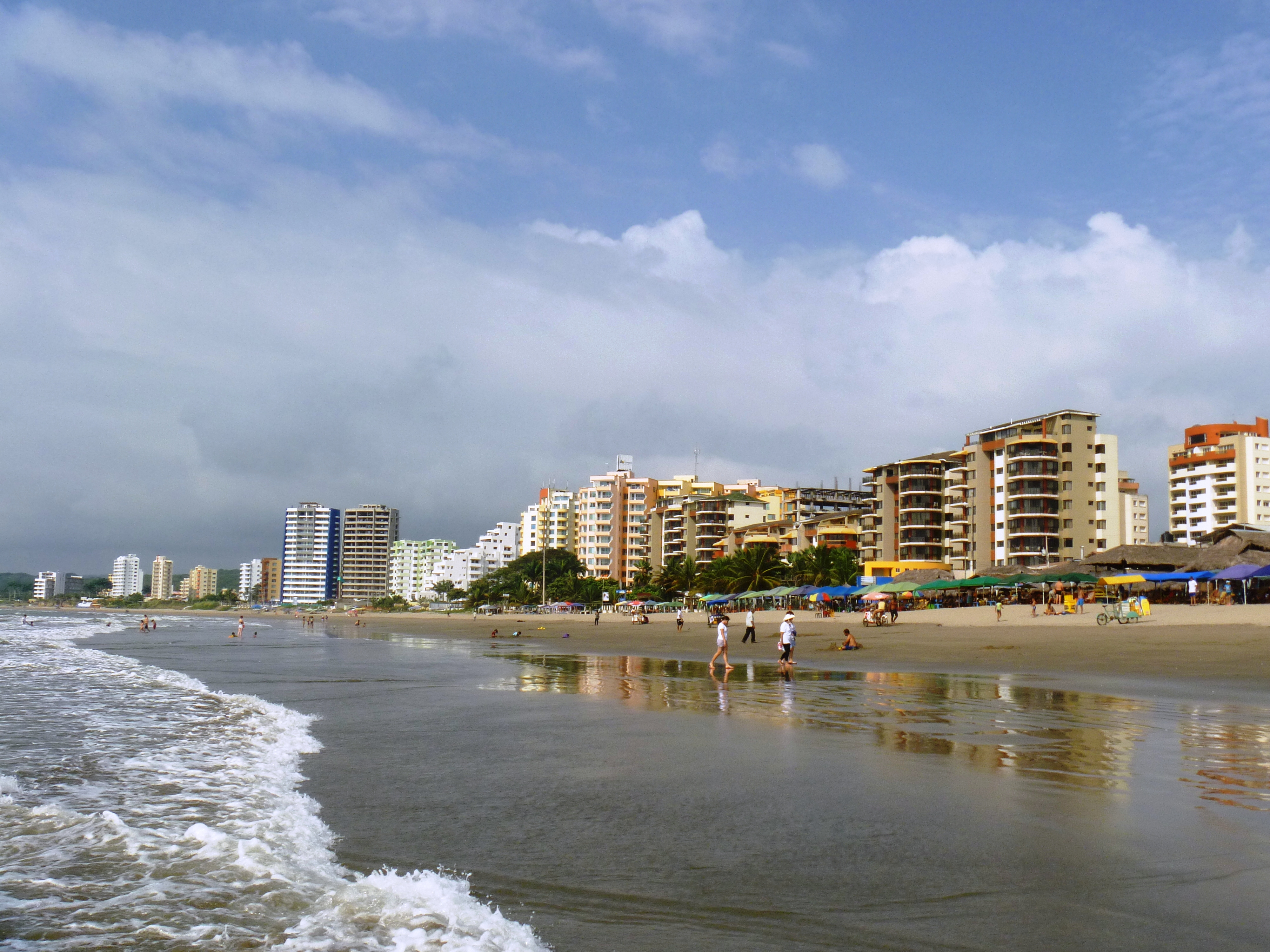
Platja de Tonsupa (Atacames)

Atacames és una ciutat de la costa de la República de l'Equador, al sud-oest d'Esmeraldas. L'any 2005 constava d'11.251 habitants.
El 1525 desembarcaren en el lloc del seu emplaçament els espanyols que per primera vegada exploraven el Pacífic. Hi ha una petita badia, entre la ciutat d'Esmeralda i la desembocadura del riu del mateix nom. És un ancoratge cada dia més freqüentat.

## El riu
El de la mateixa república neix en el vessant occidental dels Andes, i després d'un curs molt tortuós que el fa tenir una llarga extensió, quan en realitat les seves fonts es troben a poca distància de la costa, desaigua en el mar Pacífic, al sud del poble d'Esmeralda.

## Combat naval d'Atacames
Aquest combat es lliurà en la badia d'Atacames, els dies 1 i 2 de juliol de 1594, entre espanyols i anglesos. El vaixell anglès The Dainty, comanat per sir Richard Hawkins, es presentà davant de Chincha el 4 de juny, retirant-se en notar que els espanyols es preparaven per al combat.
Aquests vigilaren el corsari i destacaren tres naus amb 74 canons i 300 tripulants, que del Callao sortiren en la seva persecució, comanades per Beltrán de Castro. L'u de juliol, en doblar una punta junt a Atacames, els espanyols trobaren el The Dainty, amb la que entaularen combat, que tingueren de suspendre per arribar la nit, continuant-lo el matí següent. El vaixell anglès fou capturat i la tripulació es rendí amb la condició que es respectés les seves vides.
Els anglesos eren 120, segons historiadors espanyols, o 75 segons el capità del The Daínty; tingueren 27 morts i 17 ferits. Els primers foren portats a Lima, on en assentar-se de la notícia del triomf, el 14 de setembre, se celebraren grans festes i es parlà de cremar-los com a heretges, però no es va fer i Hawkins fou enviat a Espanya on sofrí molt llarga presó. Aquest combat fou cantat per Lope de Vega en el seu Dragontea; per Luis Antonio de Oviedo en el poema Santa Rosa de Lima, i per Pedro de Peralta Barrionuevo en la seva Lima fundada.